# Kit Wright
Kit Wright (* 17. Juni 1944 in Crockham Hill, Kent) ist ein britischer Dichter und Autor von Kinderbüchern, der sowohl mit dem Hawthornden-Preis als auch dem Cholmondeley Award ausgezeichnet wurde.

## Leben
Nach dem Schulbesuch studierte Wright an der University of Oxford und war nach Beendigung des Studiums Lecturer in Kanada, ehe er nach seiner Rückkehr von 1970 bis 1975 Pädagogischer Mitarbeiter der Poetry Society in London war. 1975 gab er den Gedichtband Soundings: A Selection of Poems for Reading Aloud heraus und veröffentlichte mit The Bear Looked Over the Mountain 1977 sein erstes eigenes Buch, das sowohl mit dem Geoffrey Faber Memorial Prize als auch mit dem Alice Hunt Bartlett Award bedacht wurde. Danach war er von 1977 bis 1979 Lehrbeauftragter für kreatives Schreiben an der University of Cambridge.
1985 wurde er auch mit dem Arts Council Writers’ Award geehrt und veröffentlichte 1989 sein Buch Short Afternoons, für das er sowohl mit dem Hawthornden-Preis als auch mit dem Heinemann Award ausgezeichnet wurde. Eine Sammlung der lyrischen Arbeiten von Wright, der 1995 auch den Cholmondeley Award erhielt, sind in der Gedichtsammlung Hoping It Might Be So: Poems 1974-2000 (2000) enthalten. Zuletzt erschien von dem in London lebenden Autor 2009 The Magic Box: Poems for Children (2009).
Wrights Gedichte sind teilweise zurückhaltend, teilweise aber auch voller Emotionen. Zu seinen bekanntesten Gedichten gehören „Hoping It Might Be So“, „Sonnet for Dick“, „How the Wild South East Was Lost“, „Ode to Didcot Power Station“ sowie für Kinder „Red Boots On“ und „The Magic Box“.

## Weitere Veröffentlichungen
- Arthur's Father, Illustrationen Eileen Brown, 1978
- Arthur's Granny, Illustrationen Eileen Brown, 1978
- Arthur's Sister, Illustrationen Eileen Brown, 1978
- Arthur's Uncle, Illustrationen Eileen Brown, 1978
- Rabbiting On: and Other Poems, Illustrationen Posy Simmonds, 1978
- Hot Dog and Other Poems, Illustrationen Posy Simmonds, 1981
- Professor Potts Meets the Animals in Africa, 1981
- Hot Dog and Other Poems, 1982
- Bump-Starting the Hearse, 1983
- From the Day Room, 1983
- Poems for Ten Year Olds and Over, 1984
- Poems for Nine Year Olds and Under, 1985
- Cat Among the Pigeons, 1987
- One of Your Legs is Both the Same: A Poem, 1987
- Poems 1974-1983, 1988
- Puffin Portable Poets, 1990
- Funnybunch: New Puffin Book of Funny Verse, 1993
- Tigerella, Illustrationen Peter Bailey, 1993
- Great Snakes, Illustrationen  Posy Simmonds, 1994
- Dolphinella, Illustrationen Peter Bailey, 1995
- Rumpelstiltskin, 1998
- Write Away, 2000
- A Lisbon Sheaf, 2001
- Seaweed Their Pasture, Illustrationen Marie Kaufmann, 2007